# Joshua Liendo
Joshua Liendo Edwards (Toronto, 20 augustus 2002) is een Canadese zwemmer. Hij vertegenwoordigde zijn vaderland op de Olympische Zomerspelen 2020 in Tokio.

## Carrière
Bij zijn internationale debuut, op de wereldkampioenschappen zwemmen 2019 in Gwangju, strandde Liendo in de series van de 50 meter vlinderslag, op de 4×100 meter wisselslag werd hij samen met Markus Thormeyer, Richard Funk en Yuri Kisil uitgeschakeld in de series.
Tijdens de Olympische Zomerspelen van 2020 in Tokio strandde hij in de halve finales van zowel de 100 meter vrije slag als de 100 meter vlinderslag en in de series van de 50 meter vrije slag. Samen met Brent Hayden, Yuri Kisil en Markus Thormeyer eindigde hij als vierde op de 4×100 meter vrije slag, op de 4×100 meter wisselslag eindigde hij samen met Markus Thormeyer, Gabe Mastromatteo en Yuri Kisil op de zevende plaats. Op de wereldkampioenschappen kortebaanzwemmen 2021 in Abu Dhabi veroverde de Canadees de bronzen medaille op zowel de 50 als de 100 meter vrije slag, daarnaast werd hij uitgeschakeld in de halve finales van de 100 meter vlinderslag. Samen met Yuri Kisil, Kayla Sanchez en Margaret MacNeil werd hij wereldkampioen op de gemengde 4×50 meter vrije slag.
In Boedapest nam Liendo deel aan de wereldkampioenschappen zwemmen 2022. Op dit toernooi behaalde hij de bronzen medaille op zowel de 100 meter vrije slag als de 100 meter vlinderslag, op de 50 meter vrije slag eindigde hij op de vijfde plaats. Op de 4×100 meter vrije slag eindigde hij samen met Ruslan Gaziev, Javier Acevedo en Yuri Kisil op de zesde plaats, samen met Javier Acevedo, James Dergousoff en Ruslan Gaziev strandde hij in de series van de 4×100 meter wisselslag. Op de gemengde 4×100 meter vrije slag legde hij samen met Javier Acevedo, Kayla Sanchez en Penelope Oleksiak beslag op de zilveren medaille. Tijdens de Gemenebestspelen 2022 in Birmingham sleepte hij de gouden medaille op de 100 meter vlinderslag en de bronzen medaille op de 50 meter vrije slag in de wacht, daarnaast eindigde hij als zesde op de 50 meter vlinderslag en als zevende op de 100 meter vrije slag. Samen met Ruslan Gaziev, Finlay Knox en Javier Acevedo veroverde hij de bronzen medaille op de 4×100 meter vrije slag, op de gemengde 4×100 meter vrije slag legde hij samen met Javier Acevedo, Rebecca Smith en Margaret MacNeil beslag op de bronzen medaille.

## Internationale toernooien
| Jaar | Olympische Spelen                                                                                     | WK langebaan | WK kortebaan                                                                                               | PanPacs                                   | Gemenebestspelen | Pan-Ams       |
| ---- | --- | --- | --- | ----------------------------------------- | --- | ------------- |
| 2019 | | 44e 50m vlinderslag 10e 4×100m wisselslag                                                                                         | |                                           | | geen deelname |
| 2020 | Geen toernooien vanwege de coronapandemie                                                             | Geen toernooien vanwege de coronapandemie                                                                                         | Geen toernooien vanwege de coronapandemie                                                                  | Geen toernooien vanwege de coronapandemie | Geen toernooien vanwege de coronapandemie                                                                                   |               |
| 2021 | 18e 50m vrije slag 14e 100m vrije slag 11e 100m vlinderslag 4e 4×100m vrije slag 7e 4×100m wisselslag | | 50m vrije slag · 100m vrije slag · serie 50m vlinderslag · 14e 100m vlinderslag · 4×50m vrije slag gemengd |                                           | |               |
| 2022 | | 5e 50m vrije slag · 100m vrije slag · 100m vlinderslag · 6e 4×100m vrije slag · 11e 4×100m wisselslag · 4×100m vrije slag gemengd | 13-18 december                                                                                             |                                           | 50m vrije slag · 7e 100m vrije slag · 6e 50m vlinderslag · 100m vlinderslag · 4×100m vrije slag · 4×100m vrije slag gemengd |               |

## Persoonlijke records
Bijgewerkt tot en met 30 juli 2022
Kortebaan
| Afstand          | Tijd  | Datum            | Plaats    |
| ---------------- | ----- | ---------------- | --------- |
| 50m vrije slag   | 20,76 | 19 december 2021 | Abu Dhabi |
| 100m vrije slag  | 45,82 | 21 december 2021 | Abu Dhabi |
| 50m vlinderslag  | 22,52 | 19 december 2021 | Abu Dhabi |
| 100m vlinderslag | 50,00 | 17 december 2021 | Abu Dhabi |

Langebaan
| Afstand          | Tijd  | Datum        | Plaats     |
| ---------------- | ----- | ------------ | ---------- |
| 50m vrije slag   | 21,61 | 24 juni 2022 | Boedapest  |
| 100m vrije slag  | 47,55 | 21 juni 2022 | Boedapest  |
| 50m vlinderslag  | 23,42 | 30 juli 2022 | Birmingham |
| 100m vlinderslag | 50,88 | 6 april 2022 | Victoria   |